# Departamentos in Guatemala
Guatemala ist in 22 Verwaltungsbezirke (Departamentos) unterteilt.

## Organe
An der Spitze der Departamentos steht jeweils ein vom Staatspräsidenten ernannter Gouverneur. Der Gouverneur vertritt die Zentralregierung vor Ort und überwacht die Tätigkeit der dezentralisierten Verwaltungsstellen sowie die Selbstverwaltungsorgane der unteren Gebietskörperschaften. Der Gouverneur sitzt dem Rat des Departamentos (Consejo departamental) vor, der sich aus den Bürgermeistern der Gemeinden und aus Vertretern des öffentlichen und privaten Sektors zusammensetzt. Diese Versammlungen haben nur beratende Funktionen.
Die Departamentos unterteilen sich in Municipios (Großgemeinden). Die insgesamt 334 Municipios Guatemalas sind im Gegensatz zu den Departamentos eigenständige Gebietskörperschaften mit gewählten Bürgermeistern und Volksvertretungen. Städtisch geprägte Municipios untergliedern sich in der Regel in Zonas und Colonias (Stadtbezirke und Siedlungen), ländliche Municipios in Aldeas, Caseríos oder Parajes (Landgemeinden und Weiler).

## Liste der Departamentos
Das mit Abstand größte Departamento in Guatemala ist Petén im Norden des Landes.

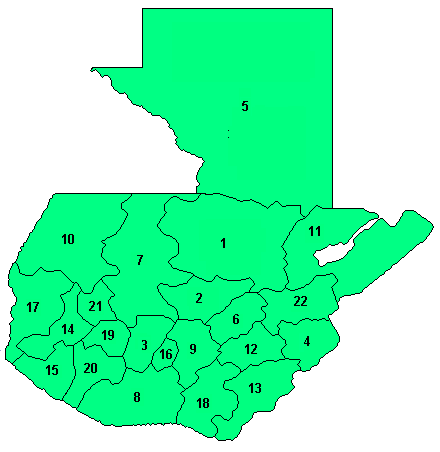

| #  | Departamento   | Hauptstadt            | Fläche (km²) | Einwohnerzahl 2016 | Einw. je km² |
| -- | -------------- | --------------------- | ------------ | ------------------ | ------------ |
| 1  | Alta Verapaz   | Cobán                 | 8.686        | 1.294.000          | 149          |
| 2  | Baja Verapaz   | Salamá                | 3.124        | 307.200            | 98           |
| 3  | Chimaltenango  | Chimaltenango         | 1.979        | 704.400            | 356          |
| 4  | Chiquimula     | Chiquimula            | 2.376        | 415.900            | 175          |
| 5  | El Petén       | Flores                | 35.854       | 760.400            | 21           |
| 6  | El Progreso    | Guastatoya            | 1.922        | 172.200            | 90           |
| 7  | El Quiché      | Santa Cruz del Quiché | 8.378        | 1.125.000          | 134          |
| 8  | Escuintla      | Escuintla             | 4.384        | 775.700            | 177          |
| 9  | Guatemala      | Guatemala-Stadt       | 2.126        | 3.400.300          | 1.599        |
| 10 | Huehuetenango  | Huehuetenango         | 7.403        | 1.294.100          | 175          |
| 11 | Izabal         | Puerto Barrios        | 9.038        | 467.000            | 52           |
| 12 | Jalapa         | Jalapa                | 2.063        | 365.400            | 177          |
| 13 | Jutiapa        | Jutiapa               | 3.219        | 482.200            | 150          |
| 14 | Quetzaltenango | Quetzaltenango        | 1.951        | 882.600            | 452          |
| 15 | Retalhuleu     | Retalhuleu            | 1.858        | 340.100            | 183          |
| 16 | Sacatepéquez   | Antigua               | 465          | 349.900            | 753          |
| 17 | San Marcos     | San Marcos            | 3.791        | 1.147.400          | 303          |
| 18 | Santa Rosa     | Cuilapa               | 2.955        | 382.700            | 130          |
| 19 | Sololá         | Sololá                | 1.061        | 505.500            | 476          |
| 20 | Suchitepéquez  | Mazatenango           | 2.510        | 582.200            | 232          |
| 21 | Totonicapán    | Totonicapán           | 1.061        | 553.400            | 522          |
| 22 | Zacapa         | Zacapa                | 2.690        | 240.600            | 89           |

## Geschichte
Guatemala wurde 1825 in sieben Departamentos gegliedert: Guatemala-Escuintla, Sacatepéquez-Chimaltenango, Suchitepéquez-Sololá, Quetzaltenango-Soconusco, Totonicapán-Huehuetenango, Chiquimula und Verapaz. Dazu kamen noch zwei der Regierung unmittelbar unterstellte Gebiete: Izabal und Petén. Die Departamentos unterteilten sich weiter in Distrikte und diese in Municipios. Die Distrikte wurden später aufgehoben; aus ihnen entstanden zum Teil neue Departamentos. Etliche der ursprünglichen Departamentos wurden geteilt.
| Wappen | Departamento   | Gründung           | Anmerkung                                                          |
| ------ | -------------- | ------------------ | ------------------------------------------------------------------ |
|        | Alta Verapaz   | 4. Mai 1877        | Teilung des Departamentos Verapaz                                  |
|        | Baja Verapaz   | 4. Mai 1877        | Teilung des Departamentos Verapaz                                  |
|        | Chimaltenango  | 12. September 1839 | Teilung von Sacatepéquez-Chimaltenango                             |
|        | Chiquimula     | 10. November 1871  | In der heutigen Form nach Abspaltung von Zacapa                    |
|        | El Progreso    | 13. April 1908     | Abspaltung von Jalapa, am 3. April 1934 definitiv                  |
|        | Escuintla      | 4. November 1825   | 1838 Teilung des Departamentos Guatemala-Escuintla                 |
|        | Guatemala      | 4. November 1825   | 1838 Teilung; von 1877 bis 1935 bestand ein Departamento Amatitlán |
|        | Huehuetenango  | 8. Mai 1866        | Abspaltung von Totonicapán                                         |
|        | Izabal         | 18. Mai 1866       | davor der Regierung direkt unterstellt                             |
|        | Jalapa         | 24. November 1873  | davor zu Chiquimula, dann Distrikt von Mita                        |
|        | Jutiapa        | 8. Mai 1852        | davor zu Chiquimula und Mita                                       |
|        | Petén          | 8. Mai 1866        | davor der Regierung direkt unterstellt                             |
|        | Quetzaltenango | 16. September 1845 | Soconusco an Mexiko verloren, San Marcos 1866 abgespalten          |
|        | Quiché         | 12. August 1872    | von Sololá, Totonicapán und Huehuetenango abgespalten              |
|        | Retalhuleu     | 16. Oktober 1877   | Abspaltung von Suchitepéquez                                       |
|        | Sacatepéquez   | 12. September 1839 | Teilung von Sacatepéquez-Chimaltenango                             |
|        | San Marcos     | 8. Mai 1866        | Abspaltung von Quetzaltenango                                      |
|        | Santa Rosa     | 8. Mai 1852        | davor als Distrikt Cuilapa Teil von Guatemala-Escuintla            |
|        | Sololá         | 4. November 1825   | verliert 1872 Teile an Quiché und 1877 Suchitepéquez/Retalhuleu    |
|        | Suchitepéquez  | 16. Oktober 1877   | verliert Retalhuleu                                                |
|        | Totonicapán    | 4. November 1825   | verliert 1866 Huehuetenango und 1872 Quiché                        |
|        | Zacapa         | 10. November 1871  | Abspaltung von Chiquimula                                          |

## Regionen in Guatemala
Die 22 Departamentos werden zu statistischen Zwecken und für die Wirtschaftsplanung in acht Regionen zusammengefasst. Diese Regionen sind weder Verwaltungsbezirke der Zentralregierung noch eigenständige Gebietskörperschaften. Sie verfügen jedoch gemäß Artikel 226 der Verfassung Guatemalas über jeweils einen „Regionalen Städte- und Landesentwicklungsrat“ (Consejo Regional de Desarrollo Urbano y Rural). Diesen unter dem Vorsitz eines Vertreters des Staatspräsidenten tagenden Räten gehören die Gouverneure der entsprechenden Departamentos an sowie Vertreter der Gemeinden und des öffentlichen und privaten Sektors. Die Vorsitzenden der Regionalen Entwicklungsräte sind zugleich Mitglieder des „Nationalen Städte- und Landesentwicklungsrates“, dem der Staatspräsident vorsteht.
| Region | Beiname       | Departamentos                                                              |
| ------ | ------------- | -------------------------------------------------------------------------- |
| I      | Metropolitana | Guatemala                                                                  |
| II     | Norte         | Alta Verapaz, Baja Verapaz                                                 |
| III    | Nororiental   | Chiquimula, El Progreso, Izabal, Zacapa                                    |
| IV     | Suroriental   | Jalapa, Jutiapa, Santa Rosa                                                |
| V      | Central       | Chimaltenango, Escuintla, Sacatepéquez                                     |
| VI     | Suroccidental | Retalhuleu, San Marcos, Sololá, Totonicapán, Quetzaltenango                |
| VII    | Noroccidental | Huehuetenango, Quiché                                                      |
| VIII   | Petén         | Petén (auf manchen Landkarten auch Belize als 23. Departamento Guatemalas) |